# Чемпионат мира по софтболу среди женщин 1978
4-й чемпионат мира по софтболу среди женщин 1978 проводился в городе Сан-Сальвадор (Сальвадор) с ?? по ??[уточнить] 1978 года с участием 15 команд. В Сальвадоре и городе Сан-Сальвадор женский чемпионат мира проводился впервые.
Чемпионом мира стала (во 2-й раз в своей истории) сборная США, победив в финале сборную Канады со счётом 4:0. Третье место заняла сборная Новой Зеландии, победившая в матче за 3-е место сборную Китайского Тайбэя со счётом 3:1.
В чемпионате мира впервые принимали участие сборные Багамских островов, Белиза, Гватемалы, Никарагуа, Панамы и Сальвадора.

## Итоговая классификация
| Место | Команда           |
| ----- | ----------------- |
| 1     | США               |
| 2     | Канада            |
| 3     | Новая Зеландия    |
| 4     | Китайский Тайбэй  |
| 5     | Австралия         |
| 6     | Нидерланды        |
| 7     | Багамские Острова |
| 8     | Италия            |
| 9     | Белиз             |
| 10    | Сальвадор         |
| 11    | Пуэрто-Рико       |
| 12    | Гватемала         |
| 13    | Панама            |
| 14    | Замбия            |
| 15    | Никарагуа         |